# ミンスク (駆逐艦)
ミンスク (Минск) はソ連海軍の嚮導駆逐艦。レニングラード級（38型）。艦名は白ロシア・ソビエト社会主義共和国の首都に由来する。

## 艦歴
1934年10月5日、レニングラードの第190造船所で起工し、1935年11月6日に進水。1938年11月10日に受領され、1939年2月15日に就役した（11月10日就役とも）。1939年2月に赤旗勲章受章バルト艦隊に編入された。
1939年9月、ソ連はポーランドに侵攻。同月、ポーランド潜水艦「オジェウ」捜索に参加。また、9月22に日には駆逐艦「Gordyi」、「Smetlivyi」とともにソ連貨物船「Sibir」を護衛した。
1939年9月から10月にかけてバルト諸国はソ連に屈服。10月22日、「ミンスク」はタリンに配備された。11月14日、フィンランドとの戦争に備え、タリンからクロンシュタットに移る。
11月30日、冬戦争が勃発。12月6-7日、「ミンスク」と駆逐艦「Karl Marx」、「Volodarskiy」はKilpisaari島を偵察。砲撃を行ったが、吹雪のため成果なし。12月9-10日、「レニングラード」などとともにTiurinsaari島とKoivisto島の砲台を砲撃する戦艦「オクチャブリスカヤ・レヴォリューツィヤ」を護衛。12月13日、「レニングラード」などとともにKoivisto島の砲台を砲撃。12月15日、駆逐艦「Steregushchiy」などとともにPitkäpaasi島の砲台と交戦。12月18-19日、Koivisto島の砲台と交戦する戦艦「オクチャブリスカヤ・レヴォリューツィヤ」、「マラート」を護衛。「ミンスク」も砲撃を行った。
1940年1月20-22日、「ミンスク」はソ連潜水艦「S-2」（フィンランドの機雷原で沈没）の捜索を行った。
1940年9月、強風の中航行中に損傷。10月から1941年6月17日まで修理が行われた。
1941年6月22日、独ソ戦が始まる。6月23日、「ミンスク」は駆逐艦「レニングラード」などとともにハンコ・Osmussaar島間へ機雷敷設を行う機雷敷設艦「Marti」、「Ural」を護衛した。8月23から28日、他艦と共にタリン守備隊を支援した。8月28-29日のソ連軍のタリンからの撤退の際、「ミンスク」は掩護部隊のPanteleyev少将の旗艦であった。この撤退でソ連はドイツの機雷によって大損害を出し、「ミンスク」も触雷損傷した。9月23日、クロンシュタット港で「ミンスク」はドイツ軍第2急降下爆撃航空団のJu 87急降下爆撃機により撃沈された。
「ミンスク」は1942年8月に浮揚され、第190造船所で修理されて11月5日に復帰したが、作戦参加は1943年6月22日、または1944年8月28日であった。
戦後もバルト艦隊に所属した。1951年7月31日、「ミンスク」はレニングラードのジェルジンスキー高等海軍工科学校の練習艦となった。1954年12月13日に「Chorokh」と、1956年12月27日に「UTS-14」と改名され、1958年4月3日に除籍された。4月22日に浮き標的とされ、同年後半にフィンランド湾での新型ミサイルの試験で沈められた。